# M1913騎兵刀

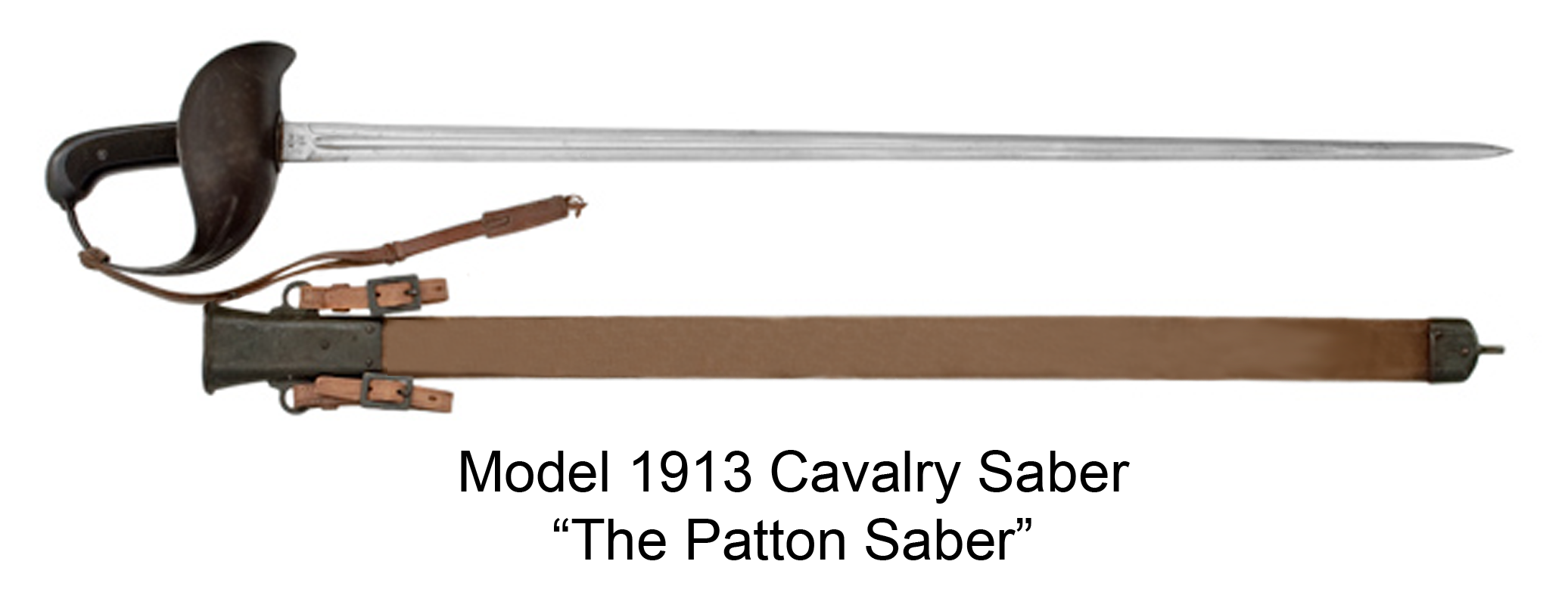
M1913騎兵刀

M1913騎兵刀（M1913きへいとう、Model 1913 Cavalry Saber）は、アメリカ陸軍が1913年に採用した騎兵用軍刀である。当時陸軍騎兵少尉だったジョージ・パットンが考案したことから、パットン・サーベル（Patton Saber）の通称で知られる。パットン自身がフランスで実施した剣術研究に基づき、従来の軍刀に見られる斬撃を重視した曲刀のスタイルを改め、刺突を重視した直刀のスタイルを採用していることが特徴である。
大型のバスケット型護拳を備え、刃部は諸刃（擬似刃）である。刺突に適した直刀で、騎兵によって使用されることを想定していた。一般にサーベルの特徴とされる湾曲した刃を備えていなかったものの、制式名称には「サーベル」（Saber）という表現が用いられた。
M1913騎兵刀はアメリカ陸軍騎兵隊が最後に採用した軍刀だが、実戦用の装備として使われることはなかった。第一次世界大戦への参戦直後、一部の騎兵は軍刀を携行してヨーロッパ戦線へと派遣されたが、彼らはすぐに呼び戻されている。技術的進歩の中で戦争の様相は一変し、Gew98やMG08重機関銃で武装したドイツ兵を前に、もはや騎兵や彼らを載せた馬は太刀打ちできなかった。結局、彼らは騎馬歩兵と同様、純粋な移動手段としてのみ馬を使い、戦闘時には下馬することを余儀なくされた。パットンもまた、馬の代わりに戦車を用いた攻撃戦術に傾倒していき、後の第二次世界大戦では最も有名な機甲部隊指揮官の1人となった。

## 歴史

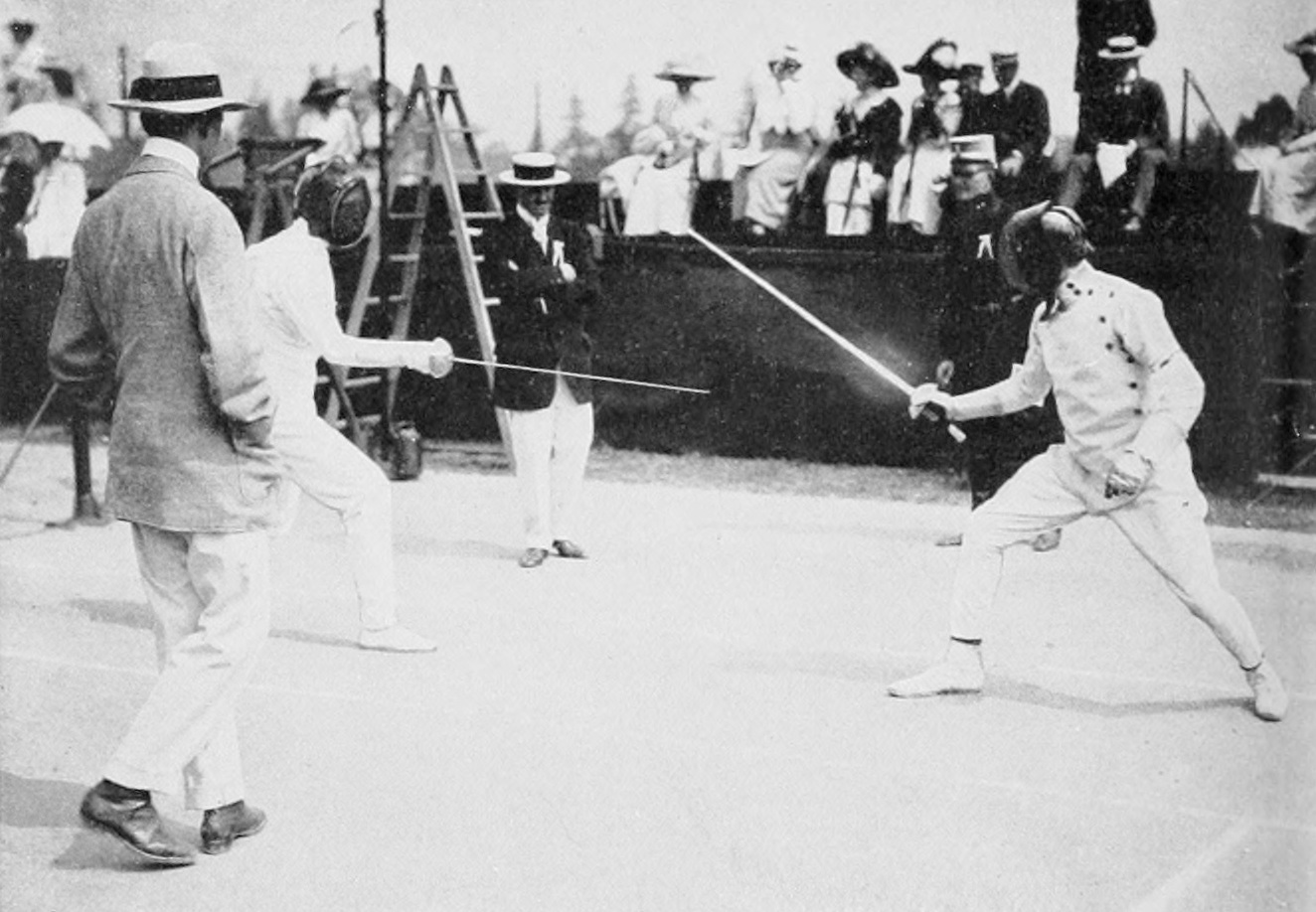
1912年ストックホルムオリンピックにて近代五種競技に出場した際のパットン（右）

軍刀はアメリカ陸軍騎兵隊の伝統的な装備の1つだった。M1913騎兵刀は、エイムズ・サーベル（Ames Saber）と通称されたM1906軽騎兵刀を更新するために設計された。なお、M1906軽騎兵刀は、M1860軽騎兵刀に改良を加える形で設計された軍刀である。パットンは騎馬兵学校（Mounted Service School, 後の陸軍騎兵学校）の剣術筆頭教官（Master of the Sword）として勤務している頃に新たな軍刀の設計に着手した。M1913は、M1860やM1906の設計から一線を画した完全な新設計だった。
1912年ストックホルムオリンピックに続き、パットンは家族と共にドレスデン、ベルリン、ニュルンベルクを歴訪した。「ヨーロッパで最も優れた剣士」を探していたパットンは、フランス陸軍の「色男の剣士」（beau sabreur）こそがそれであろうとの噂を耳にした。その「色男の剣士」ことM・クレリ曹長（M. Cléry）は、ソミュールの陸軍騎兵学校に勤務するフェンシング教官であった。ソミュールに向かったパットンは、剣術研究のためにクレリとの手合わせを繰り返した。帰国後、パットンは『陸海軍ジャーナル』（Army and Navy Journal）に研究の成果を纏めた論文を寄稿した。『騎兵ジャーナル』（Cavalry Journal）は、1913年3月号にてパットンの記事を初めて掲載した。1913年夏、武器省に軍刀再設計のための助言を送った後、再びソミュールを訪れてクレリと共に剣術研究を行った。その後、パットンはカンザス州フォート・ライリー内の騎馬兵学校に入校し、さらに新設された剣術課程の筆頭教官に任命された。この職にある間、パットンは騎兵向けに騎馬剣術および下馬剣術に関する教範2冊、すなわち『1914年軍刀教練』（Saber Exercise 1914）および『剣術教官の日誌』（Diary of the Instructor in Swordsmanship）を執筆した。

## 設計
M1913騎兵刀のデザインはナポレオン戦争頃に使われたフランス製重騎兵刀、そして刺突を重視したフランス陸軍騎兵隊の戦闘教義から影響を受けていた。また、イギリス陸軍の騎兵用軍刀、1908年式騎兵刀とよく似ていた。
M1913騎兵刀は大型のバスケット型護拳を備える諸刃の直刀である。パットン自身が提唱し、翌年に教範『1914年軍刀教練 』にも掲載された新剣術を取り入れ、刺突による戦闘を重視した故の設計であった。
現在のスポーツ競技としてのフェンシングで用いられる剣にも影響を与えたとされたこともあったが、スポーツフェンシング用の剣はハンガリーおよびイタリアの伝統的な刀剣を元に1910年に考案されたものであり、M1913騎兵刀と直接の関係はない。後年再生産されたものによれば、全長44インチ (110 cm)、刃渡り35 in (89 cm)、重量two and a halfポンド (1.1 kg)である。先細りの直刀で、刺突効果を高めるべく、背の部分も半ばまで刃が設けられている（擬似刃）。護拳および柄の重さを考慮すると、一般に騎兵刀（Cavalry saber）と呼ばれる刀剣と比べると、重心は大幅に手元に近くなっている。
- ブルースチール（一部はニッケルメッキ）のバスケット型護拳および黒い柄を備える。
- 鞘は3種類設計された。木部を革と緑色のカンバスで覆ったものであった。また、鞘口および鐺はブルースチール製だった。金属部にニッケルメッキを施した営内鞘（garrison scabbards）も少数調達された[8][9]。
- 鞘は騎兵の腰ではなく、馬の鞍に吊るされていた。

## 運用

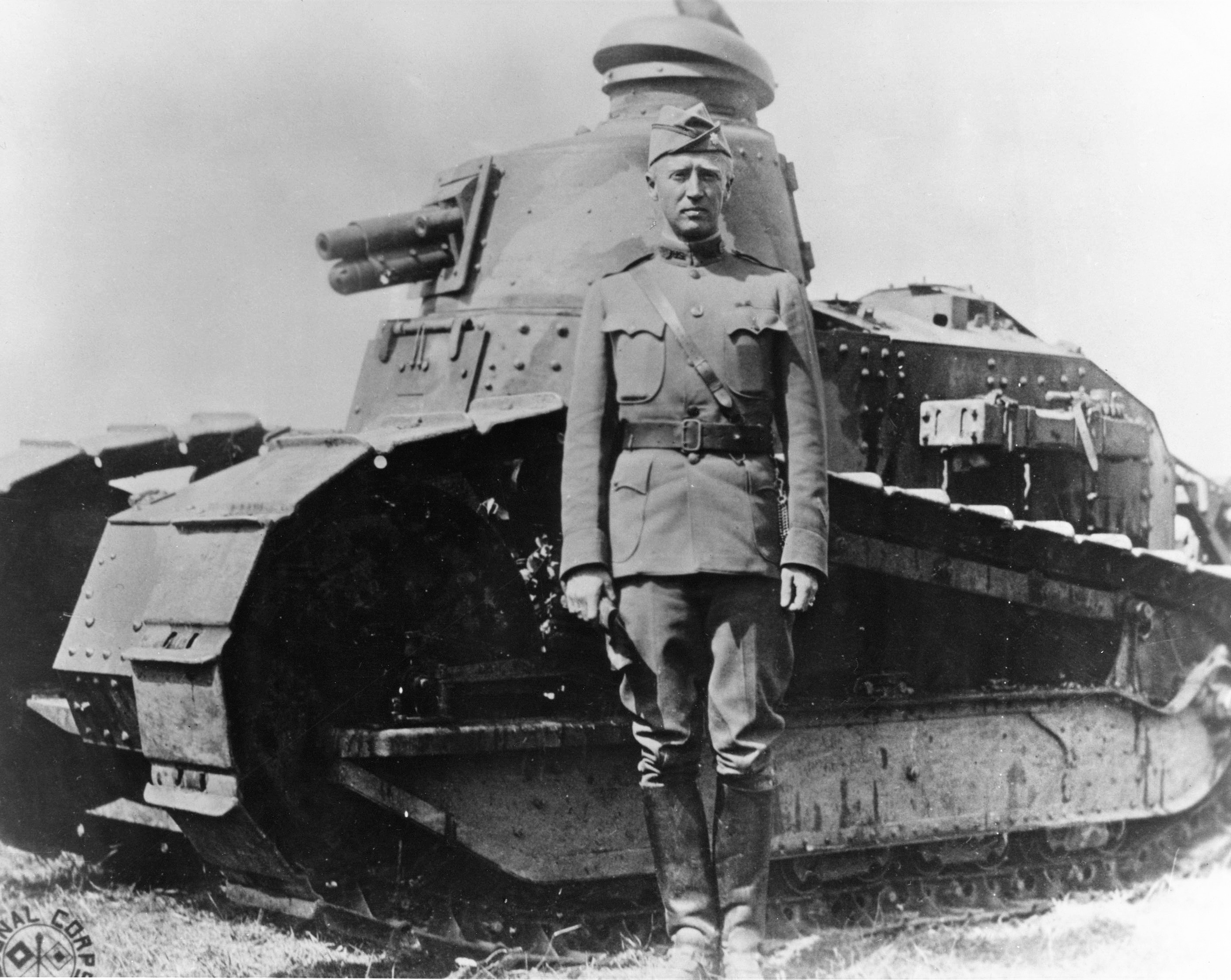
戦車の前で記念撮影を行うパットン（1918年）

作家K・J・パーカーは、M1913騎兵刀について、軽量かつ細身で、人間工学的にも極めて優れており、すなわち「ほとんど完璧、陸軍に支給されたものの中では最高の軍刀」（more or less perfect, the best sword ever issued to an army.）と評した。
一方、作家J・クリストフ・アンベルガー（J. Christoph Amberger）は、騎兵による使用には適していないと指摘した。騎兵突撃の速度を考慮すると、敵兵を刺突後に軍刀を引き抜くことは容易ではなく、騎兵は軍刀を手放すか、さもなくば無理に引き抜こうと剣を握り続けて手首の骨折や肩の脱臼などの負傷に繋がったり、最悪の場合はそのまま落馬して馬に踏み殺される可能性さえあるとした"。
教範『1914年軍刀教練』では、M1913騎兵刀を用いて騎馬戦闘および下馬戦闘を行うための訓練概要が述べられていた。また、設計にあたってのパットンの構想は1913年の報告書『軍刀の形態と運用』（The Form and Use of the Saber）の中で述べられている。『1914年軍刀教練』の発表後、騎馬兵学校生徒の要望を受けて執筆された『剣術教官の日誌』では、次のように述べられている。
半島戦争の最中、イギリス軍は常に軍刀を斬撃のために用いた。ところがフランスの竜騎兵は刺突のみを行い、長い直刀による一撃はほとんど常に致命傷をもたらした。そのため、イギリス人はフランス人にフェアな戦いではなかったと抗議した。サックス元帥は三角断面の軍刀でフランス騎兵を武装し、刺突を必須のものと位置づけようと考えていた。ヴァグラムでは、騎兵が突撃前の閲兵式を行っていた時、ナポレオンは彼らに「切るなよ！刺突、刺突だ！」と命じたとのことだ。

In the Peninsula War the English nearly always used the sword for cutting. The French dragoons, on the contrary, used only the point which, with their long straight swords almost always caused a fatal wound. This made the English protest that the French did not fight fair. Marshal Saxe wished to arm the French cavalry with a blade of a triangular cross section so as to make the use of the point obligatory. At Wagram, when the cavalry of the guard passed in review before a charge, Napoleon called to them, "Don't cut! The point! The point!"
いずれにせよ、配備が始まった時点で戦争の様相が大きく変化しており、従来の騎兵突撃の価値は失われ、騎兵用軍刀も時代遅れの装備となっていた。パーカーは、「この剣がこれまでに怒りをもって抜き放たれたことがあったのか否か、私はその記録を見つけることができないでいる」と述べた。